# 最後の放課後 (2025年のテレビドラマ)
『最後の放課後』（さいごのほうかご）は、日本のボーイズグループDXTEENの青春恋愛ドラマ。日本映画専門チャンネルを運営する日本映画放送とひかりTVを運営するアイキャストが共同製作。
2025年3月28日より日本映画専門チャンネルにてテレビ放送開始、ひかりTVチャンネル、映像配信サービスLeminoなどで配信スタート。

## キャスト
- 悠斗 - 大久保波留 （DXTEEN）
- 太陽 - 田中笑太郎（DXTEEN）
- 拓海 - 谷口太一（DXTEEN）
- 奏 - 寺尾香信（DXTEEN）
- 隼人 - 平本健（DXTEEN）
- 翼 - 福田歩汰（DXTEEN）

- 美咲 - 中島もも
- 葵 - 滝口芽里衣
- さくら - 木村葉月
- 結衣 - 三原羽衣
- 藤木 - 松本大輝

## スタッフ
- 脚本 - 阿相クミコ
- 監督 - 北川瞳
- 音楽 - 野上剛、石山恵之亮
- プロデューサー - 清水拓哉（日本映画放送）、古屋夏海（日本映画放送）、高橋佑平（ひかりTV）、岡田健人（ファインエンターテイメント）
- 製作 - ファインエンターテイメント
- 製作著作 - 日本映画放送、ひかりTV

## 主題歌
- 主題歌 - 「You」DXTEEN
- 劇中曲 - 「cerezo」野上剛

## 放送・配信
| 放送日時              | 放送局                 | 備考 |
| --------------------- | ---------------------- | ---- |
| 2025年3月28日 20:00 - | 日本映画専門チャンネル |      |
| 2025年3月30日 19:00 - | ひかりTVチャンネル     |      |
| 2025年3月31日 -       | Lemino                 |      |
| 2025年3月31日 -       | ひかりTVビデオサービス |      |